# Melchior Sylvius von Koschenbahr
Melchior Sylvius von Koschenbahr (* 2. September 1725 in Korschlitz; † 20. Februar 1801 in Preußisch Stargard) war ein preußischer Generalleutnant und Chef des gleichnamigen Infanterieregiments.

## Leben

### Herkunft
Er war der Sohn von Karl von Koschembahr (1687–1759) und dessen Ehefrau Renate, geborene von Siegroth und Slawikau (1694–1767). Sein Vater war Herr auf Korschlitz.

### Militärkarriere
Koschenbahr kam 1741 in das damals neuerrichtete Füsilierregiment „Prinz Heinrich“. 1744/45 nahm er während des Zweiten Schlesischen Krieges an der Belagerung von Prag teil und avancierte im April 1750 zum Sekondeleutnant. Im Siebenjährigen Krieg kämpfte Koschenbahr bei Prag, Kolin und wurde bei Kunersdorf verwundet. Bis Ende Januar 1760 stieg er zum Kapitän und Kompaniechef auf, wurde Ende Januar 1763 Major sowie im Juni 1773 Oberstleutnant. Als solcher erhielt Koschenbahr am 2. Juni 1775 das Kommando über das Füsilierregiment „Hessen-Philippsthal“. Am 11. Januar 1777 wurde er Oberst und machte 1778/79 den Bayerischen Erbfolgekrieg mit. Am 23. September 1784 ernannte ihn König Friedrich II. zum Regimentschef. Seine Beförderung zum Generalmajor erfolgte mit dem Datum vom 27. September 1784. Aufgrund seiner angegriffenen Gesundheit war Koschenbahr 1790 von der Teilnahme am Feldzug befreit. Er wurde dennoch am 11. August 1790 zum Generalleutnant befördert und dimittierte kurz darauf am 26. September 1790 mit einer Pension von 1000 Talern.

### Familie
Koschenbahr hatte sich 1762 mit Marianne Helene von Tschammer und Osten (1740–1789) aus dem Hause Dahsau, geschiedene von Rediger verheiratet. Aus der Ehe gingen folgende Kinder hervor:
- Karl Sylvius (1763–1774)
- Marianne (* 1767)
- Friederike Eleonore (* 1765)

⚭0I: August Ludwig von Hertzberg, Kapitän a. D.
⚭ II: N.N. von Preen, Major im Infanterieregiment „von Manstein“
- Henriette Marie Sylvia (1767–1804) ⚭ Johann Friedrich Schenck zu Schweinsberg, preußischer Generalmajor
- Ernst Friedrich (* 1770), Major im Husarenregiment „von Blücher“, Herr auf Lederose